# Schwanenstadt
Schwanenstadt là một đô thị thuộc huyện Vöcklabruck thuộc bang Oberösterreich, Áo. Đô thị Schwanenstadt có diện tích 3 km², dân số thời điểm năm 2006 là 389 người.